# Rhizothera dulitensis
La perdiz del Dulit (Rhizothera dulitensis) es una especie de ave paseriforme de la familia Phasianidae endémica de la isla de Borneo. Anteriormente era considerada una subespecie de la perdiz piquilarga (Rhizothera longirostris), pero en la actualidad es considerada como especie separada. Es poco conocida, rara y no se ha registrado desde 1937.

## Descripción
Es una perdiz de tamaño grande llegando a medir unos 37 cm de longitud. Al igual que la perdiz piquilarga, es principalmente de color rojizo, con una banda pectoral de color gris lavanda, el pico largo y curvado de color negro y las patas amarillas. Se diferencia de la perdiz piquilarga en que la banda gris del pecho es dos veces más ancha y las partes inferiores son de color blanquecino en lugar de color naranja brillante.

## Distribución y hábitat
Su distribución se limita al bosque montano inferior en las montañas de Borneo. Su primer registro fue en el monte Dulit y posteriormente se encontró en el monte Murud y el monte Batu Song, todos en el norte de Sarawak. Alfred Hart Everett recolectó dos especímenes en el monte Kinabalu en Sabah en 1895, pero desde entonces no se ha registrado en ese estado.

## Estado y conservación
Orenstein et al. (2010) sugieren que la perdiz puede verse seriamente amenazada por la degradación del hábitat y la caza, y que una importante prioridad de conservación es su redescubrimiento. BirdLife International considera que puede haber estado en rápido declive debido a la destrucción y degradación de su hábitat, y que se debe investigar su estado taxonómico.